# The Wicked Pickett
The Wicked Pickett är ett musikalbum av Wilson Pickett, utgivet 1966 på skivbolaget Atlantic Records. Det var hans fjärde studioalbum och det inleds med singeln "Mustang Sally" som blev en hit både i USA och Storbritannien. Även Picketts cover av Solomon Burkes låt "Everybody Needs Somebody to Love" blev en mindre USA-hit och nådde plats 29 på amerikanska singellistan. Albumet nådde plats 42 på Billboard 200-listan i USA. På R&B-listan gick det bättre och albumet nådde där femteplatsen.

## Låtlista
(kompositör inom parentes)
1. "Mustang Sally" (Bonny Rice)
2. "New Orleans" (Frank Guida)
3. "Sunny" (Bobby Hebb)
4. "Everybody Needs Somebody to Love" (Solomon Burke/Jerry Wexler)
5. "Ooh Poo Pah Doo" (Jessie Hill)
6. "She Ain't Gonna Do Right" (Linden Oldham/Dan Penn)
7. "Knock on Wood" (Steve Cropper/Eddie Floyd)
8. "Time Is On My Side" (Norman Meade)
9. "Up Tight Good Woman" (Linden Oldham/Dan Penn)
10. "You Left The Water Running" (Rick Hall/Dan Penn)
11. "Three Time Loser" (Don Covay/Ronald Dean Miller)
12. "Nothing You Can Do" (Bobby Womack)